# Carlos Márquez Rodríguez
Carlos Márquez Rodríguez (Badajoz, 4 de noviembre de 1791 - 3 de abril de 1878 ibídem) fue un político liberal español que ocupó diversos cargos en su región y en las Cortes Generales. Procedía de una familia adinerada.

## Orientación política
Hizo campaña por la modernización política y económica de España y pidió una constitución liberal para el país, que la nobleza y la iglesia impedían un desarrollo moderno. Perteneció ideológicamente a la "década de 1812" (" doceañistas ") y al movimiento liberal, que fue particularmente promovido por políticos de Extremadura en España, a los políticos „progresistas“.

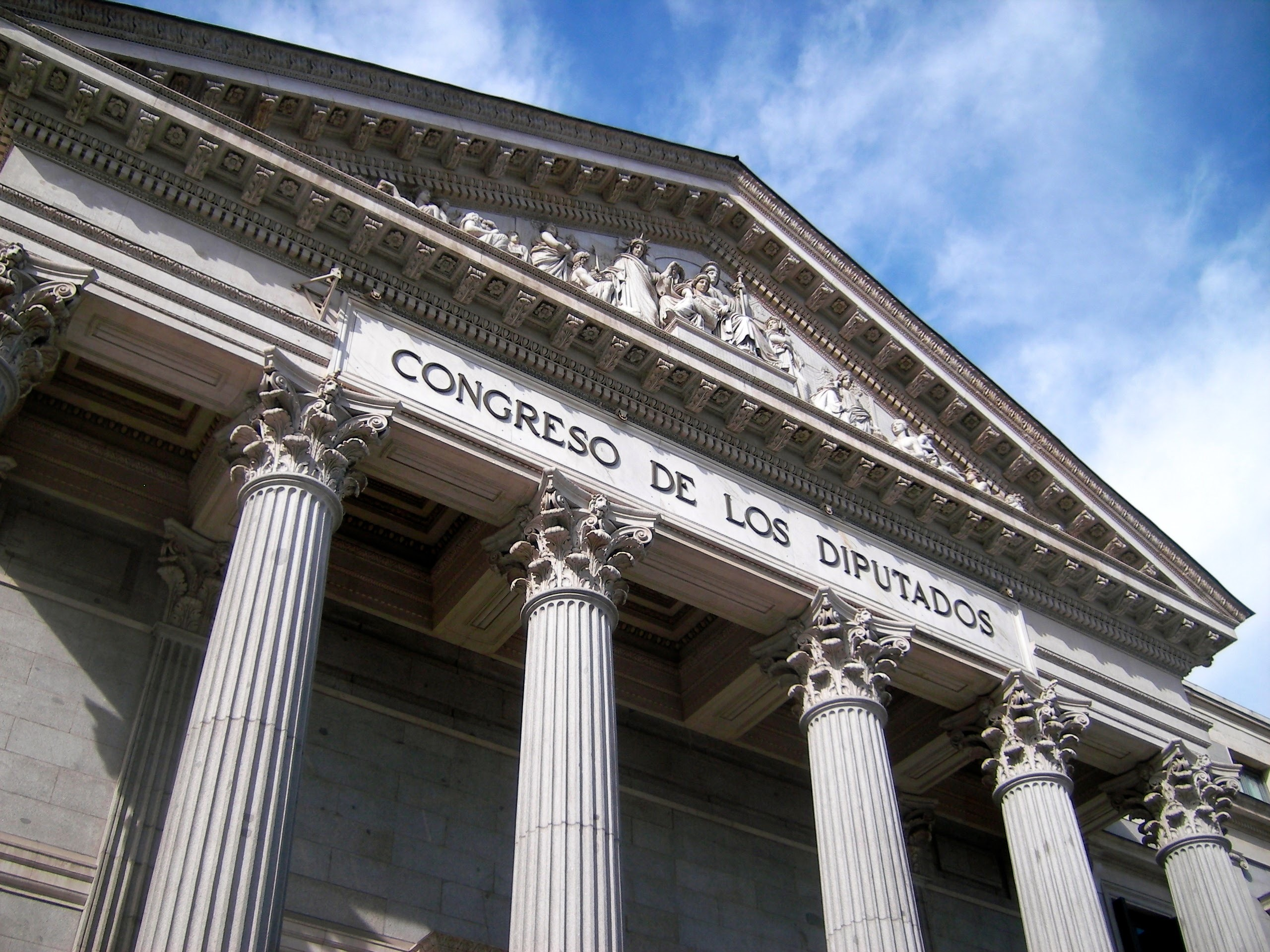
El_Parlamento_Español

## Carrera[4]
En 1836, 1837, 1840, 1841 y 1843 fue elegido para La Diputación Provicincial de Badajoz y se ocupó de varios temas políticos.  Las finanzas y la guerra estaban entre ellos. El punto culminante de su carrera fue su elección a las Cortes en 1854.

## Familia
Carlos Márquez estaba casado con Teresa Villarroel Ferrera, procedente de una familia muy rica de Barcarrota. Su hijo fue el distinguido científico Emilio Márquez Villarroel .